# Heidesheim am Rhein
Heidesheim am Rhein är en Ortsbezirk i staden Ingelheim am Rhein i Landkreis Mainz-Bingen i förbundslandet Rheinland-Pfalz i Tyskland. Heidesheim am Rhein var en kommun fram till 1 juli 2019 när den uppgick i Ingelheim am Rhein. Kommunen Heidesheim am Rhein hade 7 619 invånare 2019.